# الحرس الملكي المغربي
الحرس الملكي هي قوة تابعة للقوات المسلحة المغربية   هي الجهة التي تقوم بتأمين الحماية للقصور والمنشآت والأضرحة والرموز الخاصة بملوك المغرب.
هذه المؤسسة الخاصة جداً تشابه ما يصطلح عليه في التنظيم الخاص بالدول الحرس الرئاسي، إلا أن وضع الحرس الملكي بالمغرب مختلف تماماً، حيث يختلط على مستواه الأمني العسكري بالديني، والرمزي بالواقعي، والحداثي بالتقليدي، مما يجعله أكثر الأجهزة ثأتيراً في البروتوكولات المخزنية.
عرف المغرب مؤسسة الحرس الملكي في الدول التي تعاقبت على حكمه، إذ كان يعرف في عهود الأدارسة والمرابطين والموحدين والسعديين بالحرس الأسود من بداية تأسيس المغرب إلى السادس عشر المكون من عبيد البخاري الذين كانوا يشتغلون كمشاة أو عازفين على الآلات الموسيقية العسكرية، قبل أن يتحول إلى الحرس الشريف .
غير أن إرساء المعالم الطقوسية الخالصة بهذا الجهاز تم على يد الملوك العلويين، وتحديداً من طرف الملك محمد الخامس ، بإيعاز من الملك الحسن الثاني مبتكر أغلب البروتوكولات الملكية المعروفة حالياً، الذي أبدل اسم الحرس الشريف بالحرس الملكي، كما ألحقه بللقوات المسلحة المغربية ، كوحدة رمزية وبروتوكولية.
مباشرة بعد تولي الملك الحسن الثاني عمل على تدعيم هذه المؤسسة البروتوكولية من خلال استصدار ظهير سنة 1963، جاء فيه <<الحرس الملكي هيئة عسكرية من جيشنا الملكي موضوعة مباشرة وبصفة خاصة تحت سلطة جنابنا العالي بالله، ويجري عليها مع مراعاة لمقتضيات الظهائر الشريفة والأنظمة المطبقة على القوات المسلحة الملكية>>
حافظ الملك محمد السادس على أدوار جهاز الحرس الملكي كاملة. هذه الأدوار بروتوكولية بالأساس تتمثل في أن هذه الفرقة العسكرية هي التي ترافق الملك في جميع تحركاته، كما أنها هي التي تستقبله في المناسبات الرسمية، حيث يحيي الملك العلم الرامز لها ويتقدم قائد الحرس للسلام عليه وتقبيل يده ولاء.

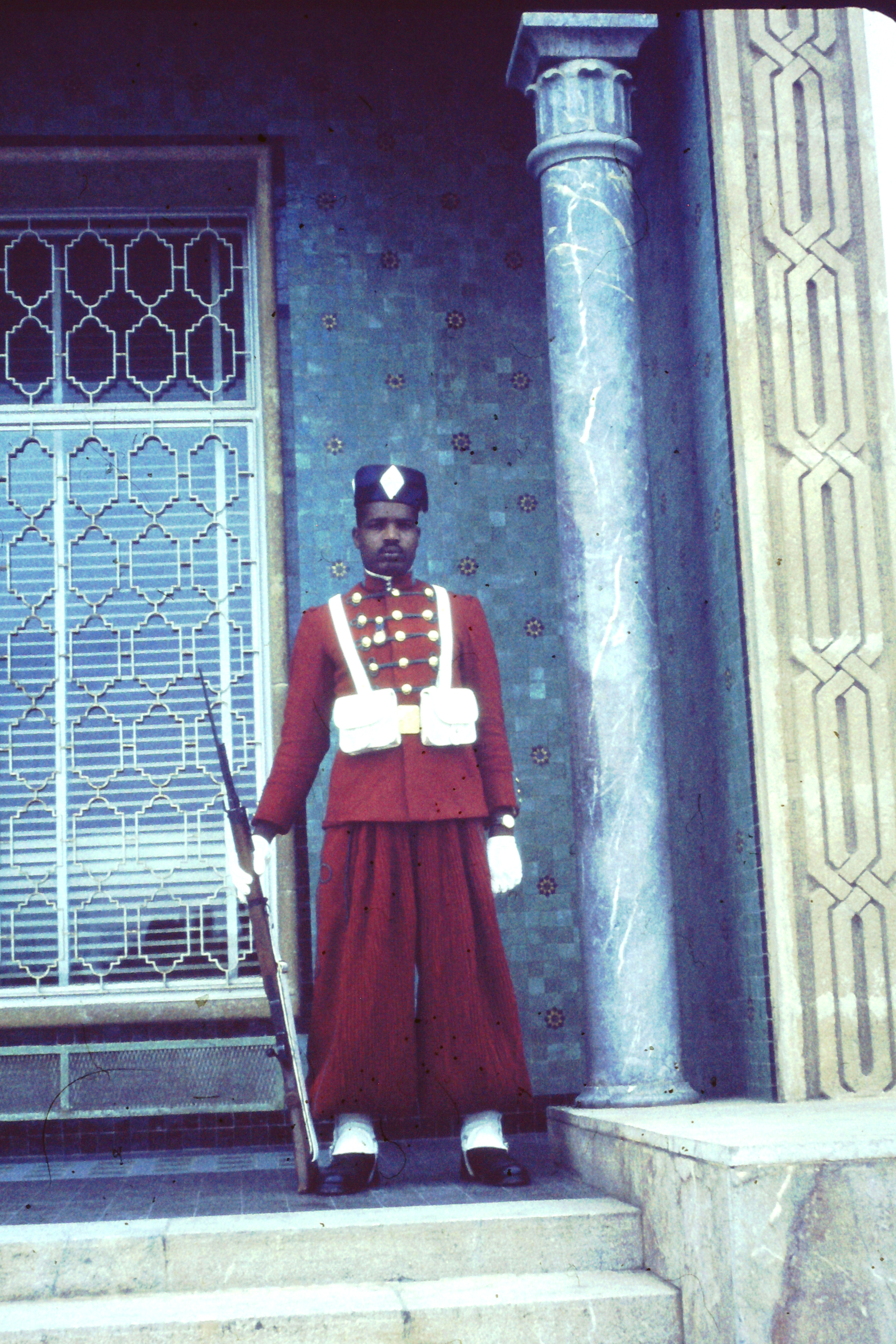
أحد أفراد الحرس الملكي